# St. Martin (Sielenbach)

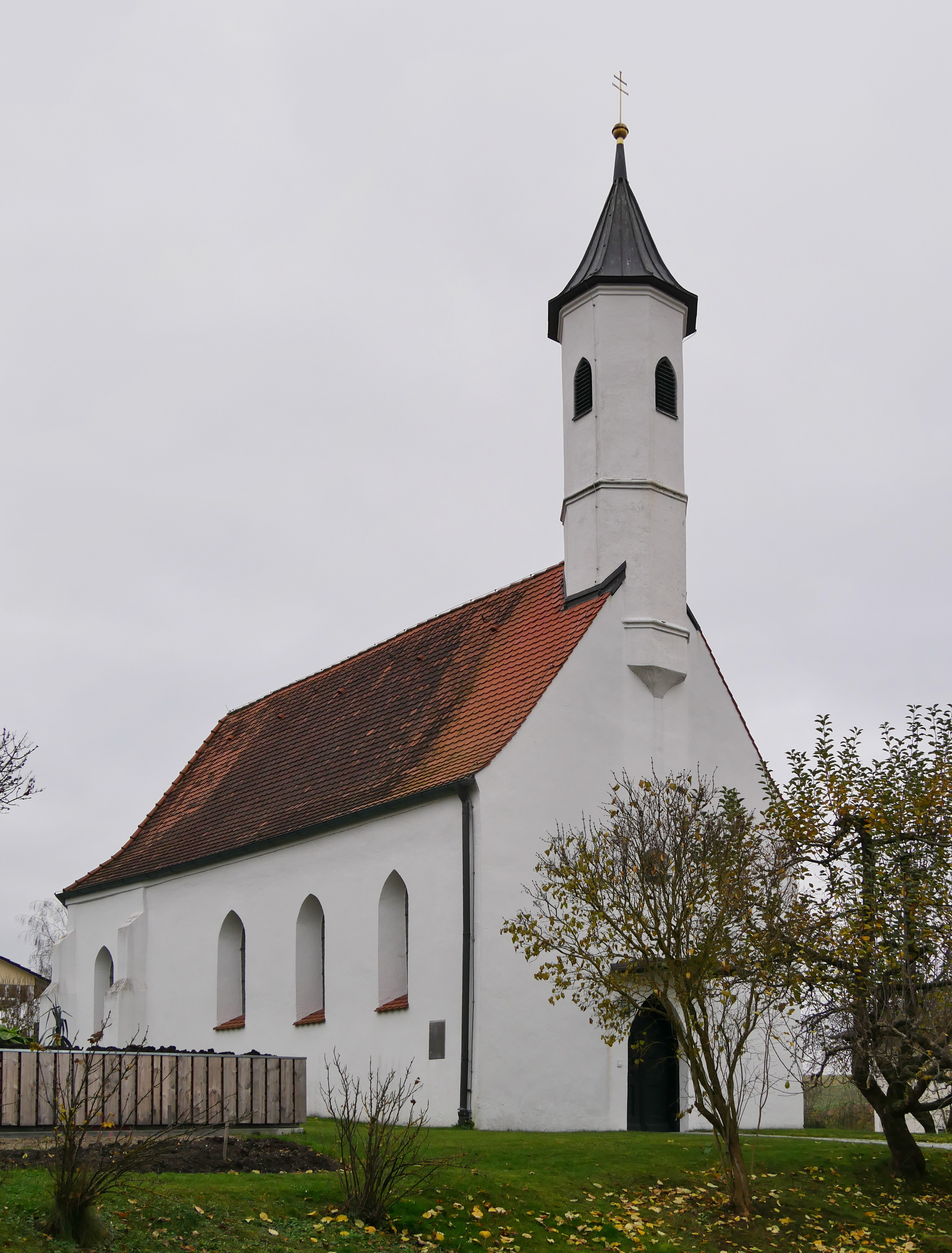
St. Martin in Sielenbach

Die römisch-katholische Filialkirche St. Martin steht in Sielenbach, einer Gemeinde im schwäbischen Landkreis Aichach-Friedberg von Bayern. Das Bauwerk ist in der Liste der Baudenkmäler in Sielenbach als Baudenkmal unter der Nr. D-7-71-165-3 eingetragen.

## Beschreibung
Die im Kern um 1500 erbaute Saalkirche wurde 1716 erneuert. Sie besteht aus einem Langhaus und einem dreiseitig geschlossenen Chor im Osten. In der Fassade im Westen befindet sich oberhalb des Portals ein achteckiger Giebelreiter, der mit einem spitzen Helm bedeckt ist. 
Der Innenraum des Langhauses wurde 1695 mit einer bemalten Flachdecke überspannt, die sich ursprünglich in der Pfarrkirche befand. Der Chor ist innen mit einem Netzgewölbe bedeckt. Die Glasmalerei im Chor zeigt das Wappen derer von Preysing.